# Abruka
Abruka (deutsch Abro, schwedisch Abrö) ist eine estnische Insel in der Ostsee. Sie liegt 6 km südlich von Saaremaa im Rigaischen Meerbusen und gehört zu den Moonsund-Inseln. Sie zählt verwaltungsmäßig zum Dorf Abruka (Abruka küla) in der Landgemeinde Saaremaa (Kreis Saare).
Die Insel hat eine Fläche von 8,78 km² und ist größtenteils von Laubwald bedeckt. Ihr vorgelagert sind mehrere kleine Eilande, darunter Vahase, Kasselaid und Linnusitamaa (deutsch wörtlich: „Vogelkot-Insel“).
Derzeit leben knapp dreißig Menschen dauerhaft auf Abruka. Eine Gedenkstätte für fünf Bewohner, die bei dem Untergang der Fähre Estonia umkamen, befindet sich auf dem Waldfriedhof von Abruka.
Auf der Insel stehen zwei Leuchttürme.
Von Roomassaare (Ortsteil und Hafen von Kuressaare) auf Saaremaa bestehen regelmäßige Fährverbindungen nach Abruka.